# Iweta Faron
Pour les articles homonymes, voir Faron.
Iweta Faron, née le 8 décembre 1999, est une biathlète et fondeuse handisport polonaise.

## Palmarès

### Jeux paralympiques d'hiver
- Jeux paralympiques d'hiver de 2018
  - Biathlon
  - Ski de fond
    - 15e au 6 km (debout)